# 1. československá fotbalová liga 1991/1992
1. fotbalovou ligu v sezoně 1991/1992 vyhrál Slovan Bratislava. Toto byla předposlední sezona československé fotbalové ligy. Do tohoto ročníku postoupily SK Dynamo České Budějovice a FC Spartak Trnava. Sestoupily Union Cheb a FK Dukla Banská Bystrica. Nejlepším střelcem se stal Peter Dubovský ze Slovanu Bratislava s 27 góly.

## Tabulka ligy
| Poř. | Tým                        | Z  | V  | R  | P  | VG | OG | B  |
| ---- | -------------------------- | -- | -- | -- | -- | -- | -- | -- |
| 1.   | ŠK Slovan Bratislava       | 30 | 23 | 5  | 2  | 60 | 19 | 51 |
| 2.   | AC Sparta Praha            | 30 | 22 | 4  | 4  | 68 | 20 | 48 |
| 3.   | SK Sigma Olomouc           | 30 | 17 | 9  | 4  | 60 | 23 | 43 |
| 4.   | SK Slavia Praha            | 30 | 17 | 7  | 6  | 63 | 26 | 41 |
| 5.   | FC Baník Ostrava           | 30 | 13 | 9  | 8  | 50 | 36 | 35 |
| 6.   | FK Inter Bratislava        | 30 | 12 | 6  | 12 | 45 | 45 | 30 |
| 7.   | Tatran Prešov              | 30 | 12 | 5  | 13 | 33 | 43 | 29 |
| 8.   | FC Bohemians Praha         | 30 | 10 | 7  | 13 | 38 | 43 | 27 |
| 9.   | DAC 1904 Dunajská Streda   | 30 | 10 | 6  | 14 | 46 | 46 | 26 |
| 10.  | FC Vítkovice               | 30 | 9  | 5  | 16 | 34 | 55 | 23 |
| 11.  | Dukla Praha                | 30 | 6  | 10 | 14 | 30 | 42 | 22 |
| 12.  | Spartak Hradec Králové     | 30 | 7  | 8  | 15 | 22 | 39 | 22 |
| 13.  | SK Dynamo České Budějovice | 30 | 7  | 8  | 15 | 34 | 59 | 22 |
| 14.  | FC Spartak Trnava          | 30 | 6  | 9  | 15 | 21 | 59 | 21 |
| 15.  | Union Cheb                 | 30 | 7  | 7  | 16 | 28 | 53 | 21 |
| 16.  | FK Dukla Banská Bystrica   | 30 | 7  | 5  | 18 | 30 | 54 | 19 |

## Soupisky mužstev

### ŠK Slovan Bratislava
Alexander Vencel (30/0/16),
Vladimír Ženiš (1/0/0) −
Peter Dubovský (30/27),
Miloš Glonek (29/0),
Stanislav Gorel (4/0),
Pavol Gostič (26/8),
Youssef Haraoui (11/3),
Zsolt Hornyák (1/0),
Miroslav Chvíla (28/2),
Erik Chytil (9/1),
Jozef Juriga (22/2),
Vladimír Juščák (2/0),
Vladimír Kinder (29/2),
Boris Kitka (1/0),
Juraj Konderla (1/0),
Ondrej Krištofík (24/1),
Ľudovít Lancz (26/4),
Ladislav Pecko (27/3),
Karol Pokryvka (1/0),
Tomáš Stúpala (30/0),
Jaroslav Timko (30/5),
Eugen Varga (24/1),
Ivan Žiga (1/0) –
trenér Dušan Galis, asistent Jozef Valovič

### AC Sparta Praha
Petr Kouba (30/0/14) -
Pavel Černý (29/12),
Martin Frýdek (27/4),
Michal Horňák (24/1),
Jozef Chovanec (21/4),
Jiří Jeslínek (9/0),
Dejan Joksimović (8/0),
Roman Kukleta (8/7),
Vítězslav Lavička (15/2),
Rudolf Matta (4/0),
Lumír Mistr (26/2),
Jiří Němec (29/0),
Václav Němeček (27/4),
Jiří Novotný (30/6),
Horst Siegl (27/13),
Jan Sopko (13/0),
Marek Trval (10/2),
Roman Vonášek (4/1),
Tomáš Votava (4/0),
Petr Vrabec (28/8) –
trenér Dušan Uhrin, asistenti Miroslav Starý (celou sezonu), Vladimír Borovička (od 16. kola)

### SK Sigma Olomouc
Luboš Přibyl (30/0/11) -
Jiří Balcárek (1/0),
Jiří Barbořík (12/0),
Alexandr Bokij (18/0),
Tomáš Čapka (2/0),
Michal Gottwald (19/0),
Martin Guzik (9/0),
Michal Guzik (1/0),
Roman Hanus (29/14),
Pavel Hapal (30/11),
Jan Janošťák (1/0),
Jiří Kabyl (9/1),
Milan Kerbr (27/11),
Jan Kolečkář (3/0),
Martin Kotůlek (26/0),
Michal Kovář (16/0),
Pavel Kříž (6/0),
Radoslav Látal (29/4),
Jan Maroši (30/9),
Josef Mucha (1/0),
Rudolf Muchka (9/0),
Miloš Slabý (28/1),
Radek Šindelář (16/4),
Jiří Vaďura (27/2) –
trenér Karel Brückner, asistent Dan Matuška

### SK Slavia Praha
Jaromír Blažek (4/0/0),
Zdeněk Jánoš (17/0/8),
Stanislav Vahala (10/0/3) -
Radek Bejbl (28/9),
Patrik Berger (20/3),
Dragiša Binić (12/5),
Ľubomír Faktor (1/1),
Tomáš Heřman (1/0),
Petr Holota (25/1),
Karel Jarolím (28/4),
Bartolomej Juraško (24/1),
Tomáš Kalán (1/0),
Luděk Klusáček (1/0),
Pavel Kuka (27/19),
Jaromír Navrátil (6/0),
Jiří Novák (7/1),
Pavel Novotný (3/0),
Martin Pěnička (28/6),
Michal Petrouš (19/0),
Jiří Povišer (14/1),
Karol Praženica (27/2),
Štefan Rusnák (19/2),
Jan Suchopárek (29/4),
Jaroslav Šilhavý (19/1),
Vladimir Tatarčuk (11/1),
František Veselý (6/1) –
trenér Vlastimil Petržela, asistenti Jindřich Dejmal a Josef Pešice

### FC Baník Ostrava
Tomáš Bernady (6/0/0),
Ivo Schmucker (24/0/8) -
Jiří Časko (28/7),
Martin Čížek (3/0),
Jindřich Dohnal (8/0),
Peter Drozd (6/0),
Milan Duhan (2/1),
Tomáš Galásek (10/0),
Radomír Chýlek (28/3),
Pavel Kubánek (13/1),
Ivo Müller (5/0),
Radim Nečas (26/13),
Zbyněk Ollender (18/4),
Karel Orel (3/0),
Jan Palinek (20/2),
Roman Pavelka (12/5),
Petr Remeš (13/2),
Tomáš Řepka (16/1),
Roman Sialini (24/0),
Radek Slončík (11/0),
Petr Škarabela (29/4),
Petr Veselý (13/0),
Dušan Vrťo (22/0),
Jiří Záleský (24/3),
Libor Zelníček (23/4) –
trenér Jaroslav Gürtler, asistent Erich Cviertna

### FK Inter Bratislava
Ladislav Molnár (28/0/11),
Ladislav Tóth (2/0/0) -
Milan Bagin (8/0),
Viktor Dvirnyk (27/13),
Milan Forgáč (2/0),
José Carlos Chaves (10/0),
Miloš Jonis (5/0),
Marián Kopča (25/1),
Branislav Kubica (28/2),
Peter Lavrinčík (27/0),
Peter Mráz (12/0),
Martin Obšitník (28/15),
Gustáv Ondrejčík (7/0),
Michal Pančík (5/0),
Vladimír Prokop (18/0),
Rudolf Rehák (28/0),
Jozef Sluka (10/0),
Ján Stojka (26/7),
Ladislav Šimčo (21/2),
Ondrej Šmelko (14/0),
Ľuboš Tomko (30/0),
Vladimír Weiss (23/3) –
trenéři Jozef Jankech, asistent Zdenko Jánoš

### Tatran Prešov
Peter Jakubech (7/0/2),
Miroslav Seman (4/0/1),
Miroslav Vrábel (20/0/6) -
Petr Čmilanský (30/1),
Jozef Daňko (18/0),
Jozef Džubara (28/0),
Peter Futej (9/1),
Rašid Gallakberov (11/2),
Jaroslav Kentoš (1/0),
Jozef Kožlej (25/3),
Viliam Ľuberda (1/0),
Michail Olefirenko (24/0),
Róbert Petruš (5/1),
Marián Prusák (25/2),
Ľubomír Puhák (2/0),
Peter Serbin (19/7),
Marián Skalka (27/3)
Alojz Špak (28/3),
Ľuboš Štefan (25/0),
Štefan Tóth (18/0),
Viliam Vidumský (26/2),
Pavol Vytykač (5/3),
Alexandr Žitkov (12/4),
Vladislav Zvara (17/0) –
trenér Štefan Nadzam, asistenti Jozef Bubenko a Mikuláš Komanický

### Bohemians Praha
Karol Belaník (2/0/2),
Radek Cimbál (15/0/3),
Juraj Šimurka (13/0/5) -
Gabriel Bertalan (5/3),
Libor Čihák (3/0),
Bedřich Hamsa (15/5),
Václav Hrdlička (4/1),
Július Chlpík (20/0),
Miroslav Chytra (9/0),
Jaroslav Irovský (3/0),
Ján Janči (11/0),
Josef Jindra (12/0),
Luděk Klusáček (15/1),
Boris Kočí (23/4),
Luděk Kokoška (10/0),
Jiří Lang (6/1),
Marcel Litoš (23/2),
Pavel Medynský (6/0),
Tibor Mičinec (15/5),
Miroslav Mlejnek (27/1),
Vítězslav Mojžíš (1/0),
František Mysliveček (23/6),
Jaromír Navrátil (9/1),
Robert Neumann (15/1),
Jaroslav Novotný (6/0),
Gustáv Ondrejčík (2/0),
Tomáš Pěnkava (4/0),
Michal Petrouš (6/1),
Vladimír Sadílek (13/1),
Jan Sanytrník (15/2),
František Veselý (14/3),
Bohuš Víger (17/0),
Prokop Výravský (22/0) –
trenér Josef Hloušek a Jozef Adamec, asistent Zdeněk Hruška

### DAC 1904 Dunajská Streda
Jiří Jurčík (25/0/6),
Peter Šanta (5/0/1) -
Tibor Czajlik (1/0),
Pavol Diňa (30/7),
Rastislav Fiantok (5/0),
Tibor Jančula (23/3),
Ján Kapko (12/0),
Szilárd Klempa (1/0),
Milan Kolouch (25/1),
Štefan Maixner (23/9),
Imrich Miklós (2/0)
Marek Mikuš (12/1),
Juraj Mintál (11/0),
Peter Molnár (6/0),
Rudolf Pavlík (28/8),
Attila Pintér (10/3),
Jozef Pisár (6/0),
Rostislav Prokop (17/2),
Mikuláš Radványi (23/7),
Gennadij Salov (14/0),
Vladimír Siago (20/1),
Július Šimon (27/2),
Igor Súkenník (5/0),
Tibor Szaban (12/0),
Miloš Tomáš (15/0),
Tibor Zsákovics (22/2) –
trenér Juraj Szikora, od 13. kola Vladimír Hrivnák, asistent Vladimír Hrivnák, od 13. kola Ladislav Kalmár

### TJ Vítkovice
Adrián Hubek (2/0/0),
Jan Laslop (15/0/6),
Pavol Švantner (13/0/2) -
Jan Baránek (30/7),
Aleš Bažant (13/1),
Zdeněk Cieslar (17/0),
Stanislav Dostál (13/0),
Pavol Gabriš (18/1),
Miroslav Hajdučko (11/2),
Pavel Harazim (28/1),
Rostislav Jeřábek (3/0),
Roman Kaizar (14/0),
Miroslav Karas (8/0),
Miroslav Kořistka (12/0),
Petr Kraut (23/2),
Martin Lesniak (7/0),
Patrik Mičkal (7/0),
Vlastimil Molnár (5/0),
Miroslav Onufer (16/1),
Karel Orel (21/1),
Ivan Panáč (1/0),
Martin Plachta (13/0),
Dušan Rupec (5/0),
Vladimír Sýkora (13/3),
Lambert Šmíd (14/0),
Marek Trval (14/7),
Marián Varga (23/3),
Jan Vožník (6/0),
Luděk Vyskočil (16/4) –
trenér Alois Sommer a Jiří Dunaj, asistenti Jaroslav Pindor a Josef Kalus

### Dukla Praha
Petr Kostelník (26/0/5),
Tomáš Sedlák (1/0/0),
Pavel Steiner (4/0/1) -
Martin Barbarič (7/1),
Marek Brajer (8/1),
Petr Čavoš (23/0),
Ondrej Daňko (9/0),
Dušan Fitzel (10/0),
Aleš Foldyna (26/4),
Marián Chlad (4/1),
Kamil Janšta (26/0),
Jozef Kostelník (7/4),
Tomáš Krejčík (16/3),
Jan Kuzma (3/0),
Rudolf Matta (9/0),
Dale Mulholland (7/0),
Pavel Nedvěd (19/3),
Ľubomír Nosický (16/0),
Josef Němec (13/2),
Jiří Novák (13/4),
Josef Obajdin (5/0),
Miroslav Oršula (13/0),
Roman Pivarník (28/1),
Roman Pučelík (10/0),
Karel Rada (9/1),
Petr Rada (6/0),
Jan Saidl (8/1),
Dalibor Slezák (1/0),
Zdeněk Svoboda (10/1),
Tomáš Urban (27/2),
Marián Vasiľko (21/1) –
trenér Michal Jelínek, asistenti Radomír Sokol a Ivan Novák

### SKP Spartak Hradec Králové
Luděk Jelínek (29/0/9),
Jan Vojnar (2/0/0) -
Jan Barták (1/0),
David Breda (11/1),
Michal Doležal (4/0),
Milan Duhan (10/0),
Libor Fryč (13/0),
Dušan Horváth (12/3),
Pavel Janeček (5/0),
Roman Janoušek (24/1),
Aleš Javůrek (10/0),
Josef Jinoch (3/0),
Richard Jukl (22/4),
Miloslav Kopeček (4/0),
Rostislav Macháček (26/1),
Vladimír Mráz (22/0),
Petr Novotný (1/0),
Bohuslav Pilný (18/2),
Richard Polák (26/1),
Martin Procházka (26/4),
Milan Ptáček (17/0),
Josef Ringel (3/0),
Jurij Surov (1/0),
Michal Šmarda (25/1),
Karel Urbánek (16/0),
Jiří Útrata (4/0),
Aleš Vaněček (22/0),
Petr Veselý (15/1),
Jaroslav Vodička (14/2) –
trenér Ladislav Škorpil, asistent Karel Krejčík

### SK Dynamo České Budějovice
Petr Hejníček (8/0/0),
Josef Novák (8/0/1),
Petr Skála (15/0/3) –
Daniel Drahokoupil (18/2),
Libor Fryč (13/1),
Ladislav Fujdiar (23/5),
Daniel Hort (9/0),
Petr Hruška (23/0),
Marián Chlad (13/2),
Aleš Javůrek (2/0),
Jaromír Jindráček (6/2),
Josef Jinoch (15/5),
Libor Koller (14/0),
Jaroslav Konvalina (11/0),
Jiří Lerch (27/4),
Zbyněk Lerch (3/0),
Stanislav Marek (10/0),
Karel Poborský (26/0),
Václav Pokorný (1/0),
Milan Přibyl (13/0),
Václav Rada (24/0),
Petr Samec (14/1),
Martin Seethaler (2/0),
Radek Tejml (26/0),
Karel Vácha (26/8),
Ivan Valachovič (15/0),
Pavel Vandas (6/2),
Martin Wohlgemuth (13/3) –
trenéři Jiří Kotrba (1.–5. kolo), Jiří Krauskopf (6.–15. kolo) a Jindřich Dejmal (16.–30. kolo), asistent Pavel Tobiáš

### TJ Spartak Trnava
Tomáš Lovásik (1/0/0),
Róland Praj (30/0/7) –
Igor Bališ (25/1),
Marek Boskovič (1/0),
Roman Bujdák (4/1),
Viliam Duchoň (20/0),
Zdenko Frťala (22/0),
Richard Haša (15/0),
Miloš Jonis (12/0),
František Klinovský (28/3),
Rastislav Kostka (19/0),
Milan Malatinský (13/0),
Jaroslav Michalička (24/1),
Igor Mokroš (14/0),
Róbert Ovad (27/1),
Štefan Sadloň (9/1),
Ján Solár (24/4),
Jaroslav Šebík (27/2),
Marián Tibenský (28/3),
Marek Ujlaky (20/4),
Július Zemaník (15/0),
Vladislav Zvara (3/0) –
trenér Valerián Švec, asistent Josef Geryk

### Union Cheb
Jiří Kobr (1/0/0),
Jiří Krbeček (29/0/4),
Jiří Vosyka (1/0/1) -
Miroslav Baček (25/1),
Jiří Balcárek (15/0),
Gabriel Bertalan (4/0),
Tomáš Čapka (1/0),
Libor Čihák (21/0),
Jaroslav Diepold (2/0),
Robert Fiala (27/4),
Martin Hašek (9/0),
Michal Hrbek (7/0),
Miroslav Chytra (14/0),
Tomáš Kalán (6/1),
Martin Kalenda (2/1),
Miroslav Kamas (9/0),
Luděk Kokoška (5/0),
Tomáš Matějček (15/0),
Pavel Medynský (5/0),
Vítězslav Mojžíš (25/4),
Petr Němec (1/0),
Aleš Nešický (29/0),
Pavel Novotný (13/6),
Petr Podaný (13/4),
Alexandr Samuel (1/0),
Jan Sanytrník (6/3),
Antonín Spěvák (9/0),
Vlastimil Svoboda (13/0),
Jiří Šámal (22/0),
Milan Šedivý (25/2),
Vladimír Valenta (9/0),
Jozef Weber (24/1) –
trenér Milan Šmarda, Jiří Kotrba, asistent Jiří Tichý

### ASVŠ Dukla Banská Bystrica
Norbert Juračka (30/0/5),
Mário Michalík (1/0/0) -
Stanislav Baláž (6/1),
Milan Barna (10/0),
Miroslav Bažík (27/3),
Tibor Cvacho (25/1),
Ľubomír Faktor (26/12),
Peter Halaj (1/0),
Štefan Karásek (25/1),
Marián Klago (13/0),
Ivan Kozák (27/0),
Pavol Kulla (3/1),
Marián Ľalík (10/1),
Milan Lednický (13/2),
Milan Malatinský (12/0),
Jozef Mores (7/0),
Jozef Paľo (1/0),
Ľubomír Pauk (12/1),
Marek Penksa (13/1),
Jozef Pisár (1/0),
Štefan Rusnák (1/1),
Peter Rybár (5/0),
Jozef Schelling (9/2),
Róbert Semeník (10/0)
Vladimír Sivý (28/1),
Jaroslav Sovič (10/1),
Marián Strelec (19/0),
Dušan Tóth (2/0),
Jozef Valkučák (14/1),
Tibor Zátek (21/0) –
trenéři Jozef Adamec, Anton Hrušecký, asistent Petr Pálka